# 伊吹山
伊吹山（いぶきやま、いぶきさん）是一座標高1377.3米，位於岐阜縣和滋賀縣交界處，伊吹山地的主峰。伊吹山是滋賀縣內高度最高的山峰，也是日本百名山之一。琵琶湖國定公園的一部份。自古以來就被認為是一座靈峰。此外，伊吹山也是石灰岩產地。
目前保持有一項金氏世界紀錄：
積雪最深的地區(1927年2月14日有深達1,182公分的記錄)

## 图片集

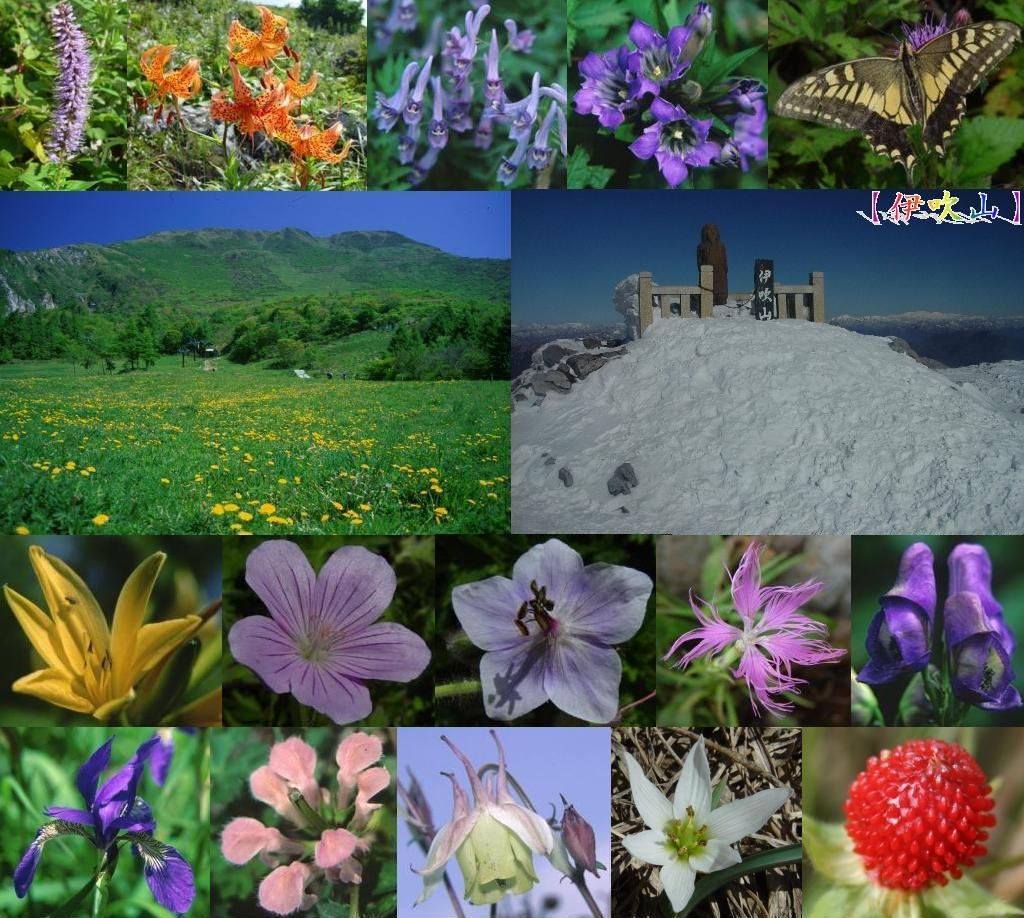
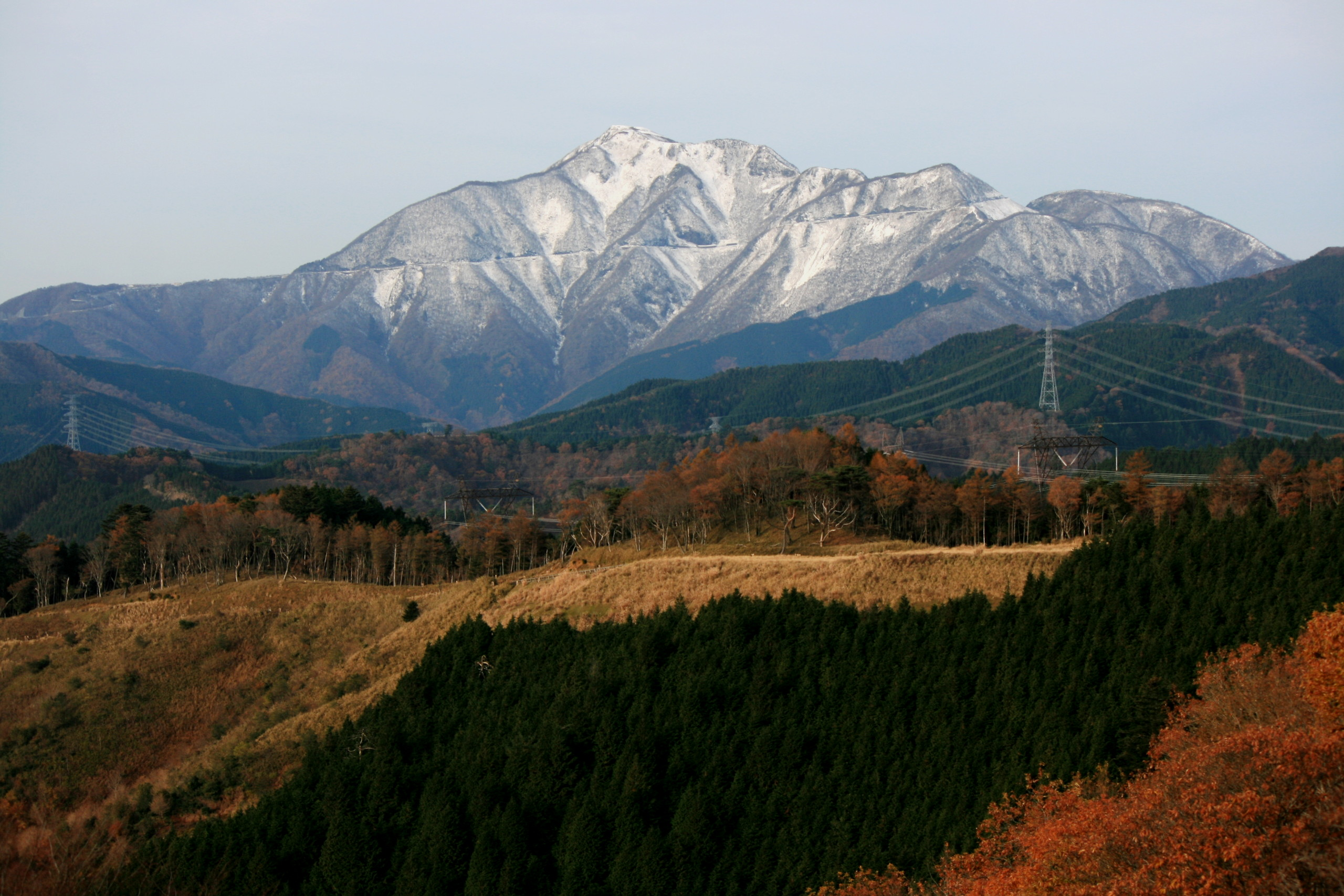
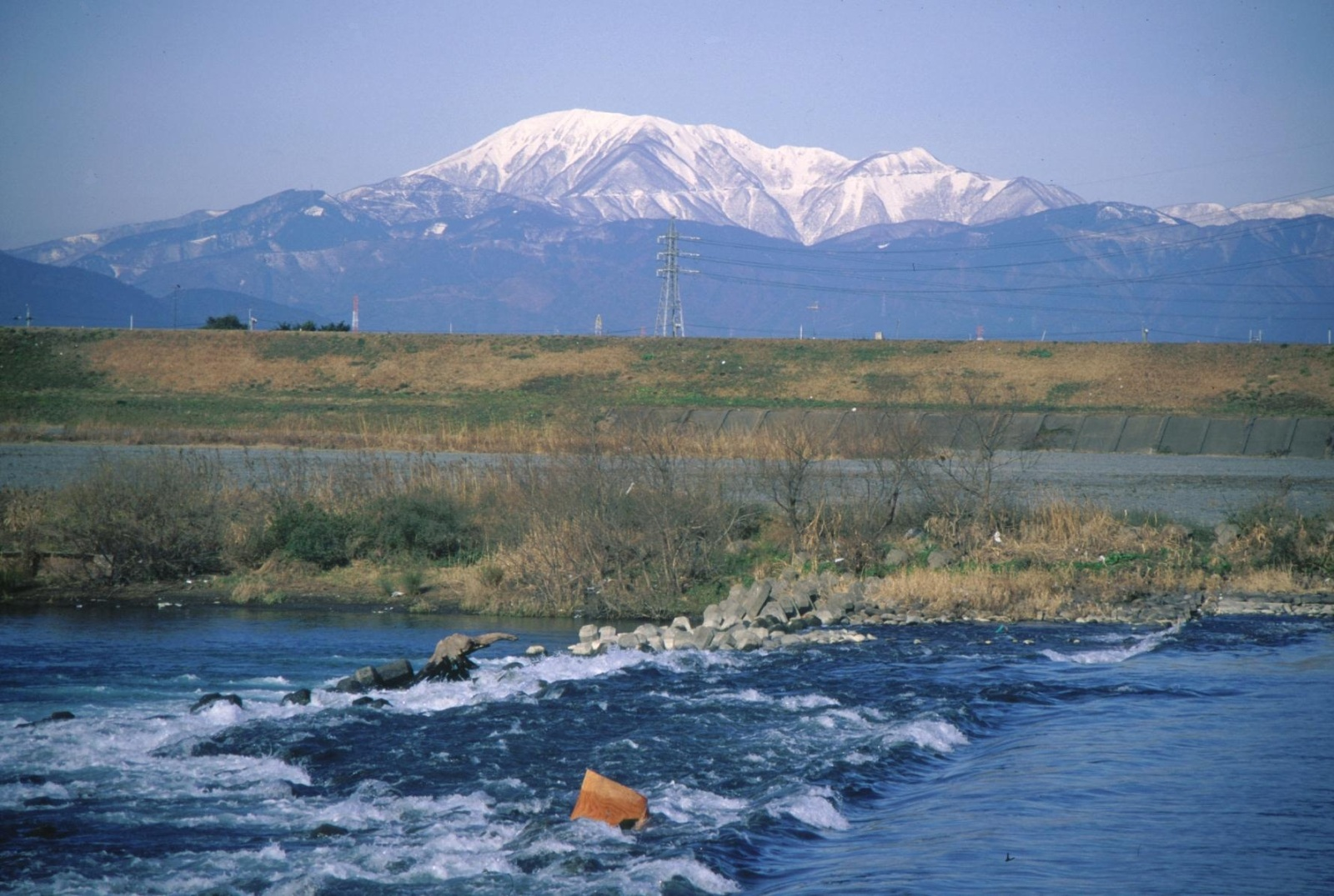
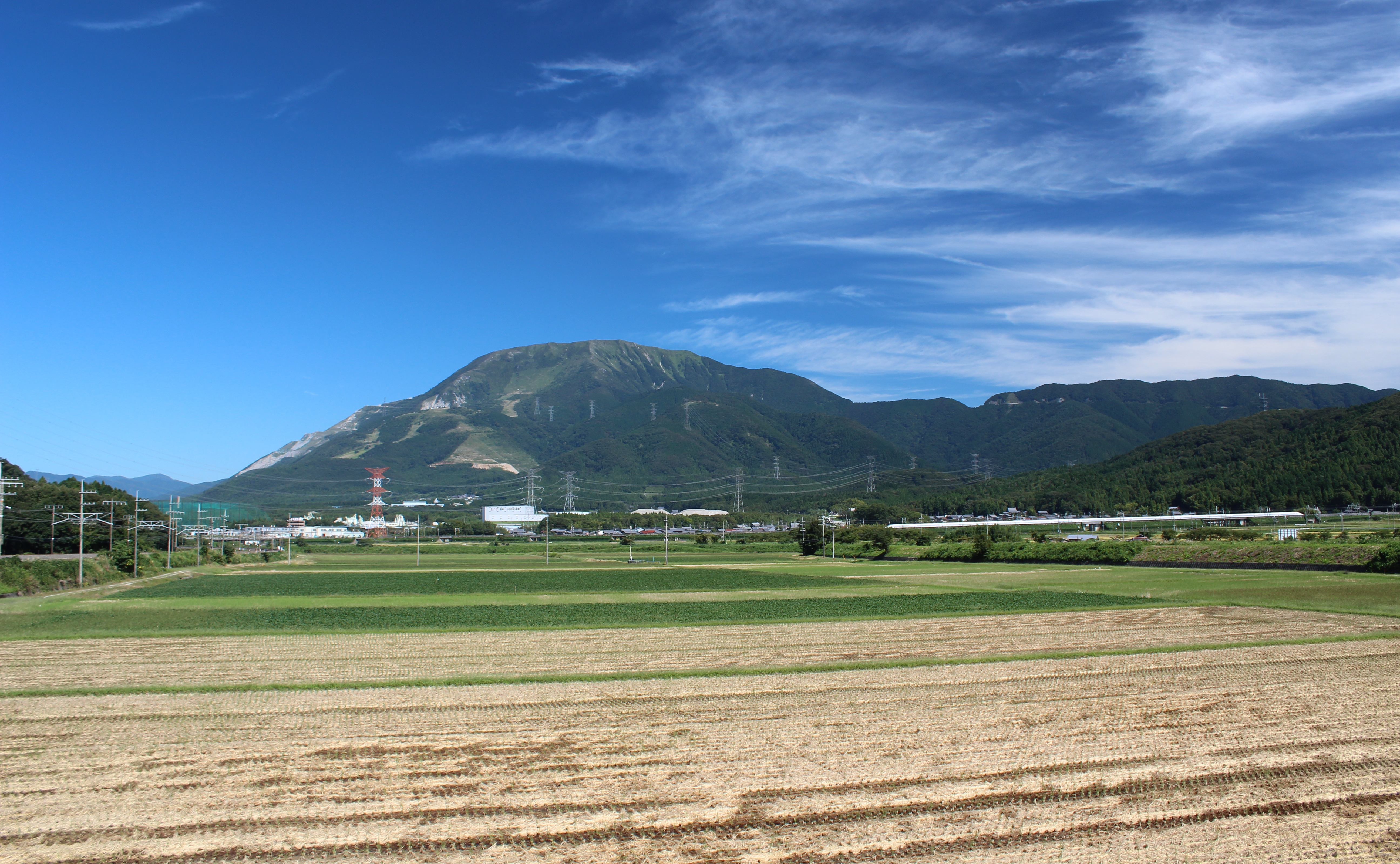
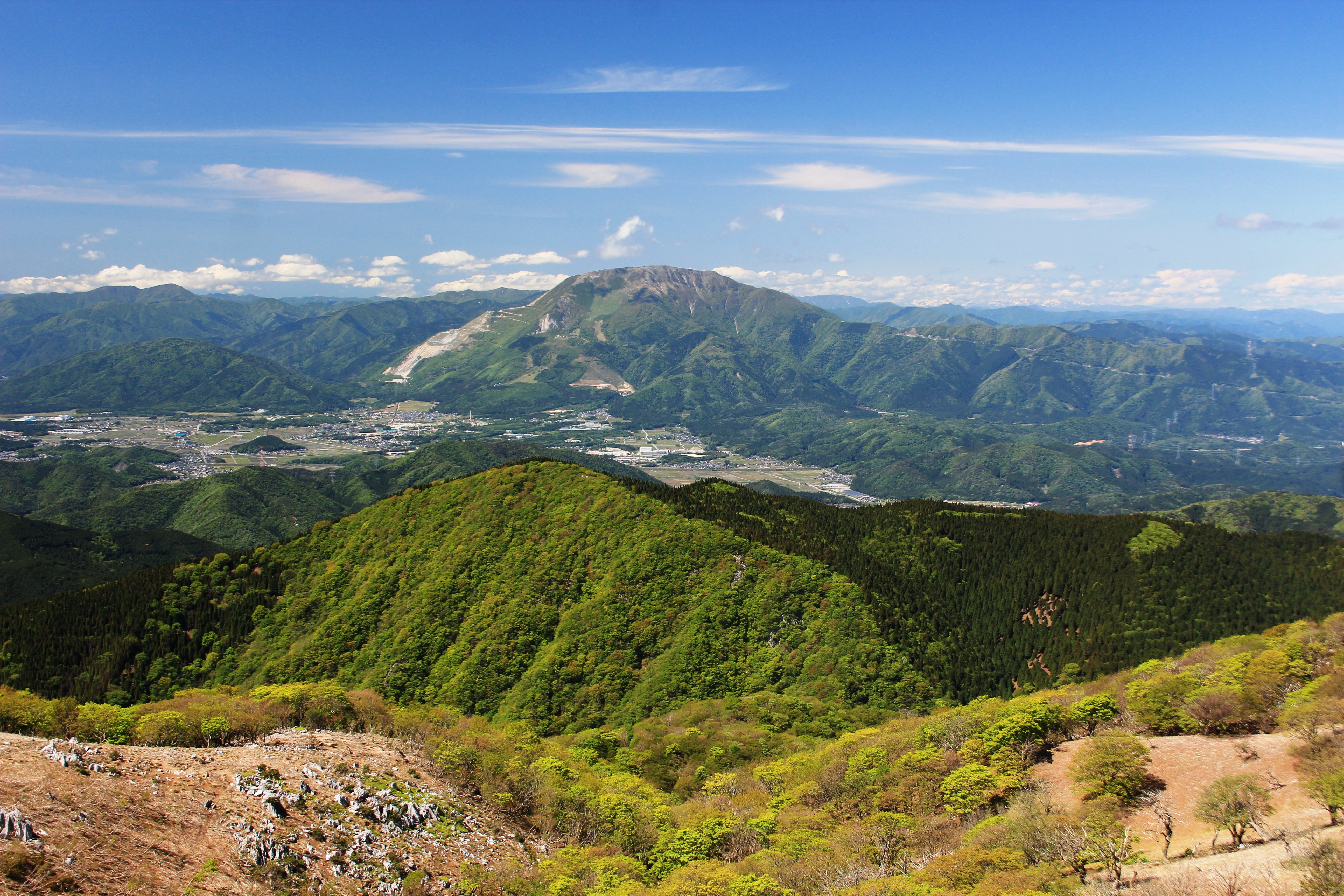
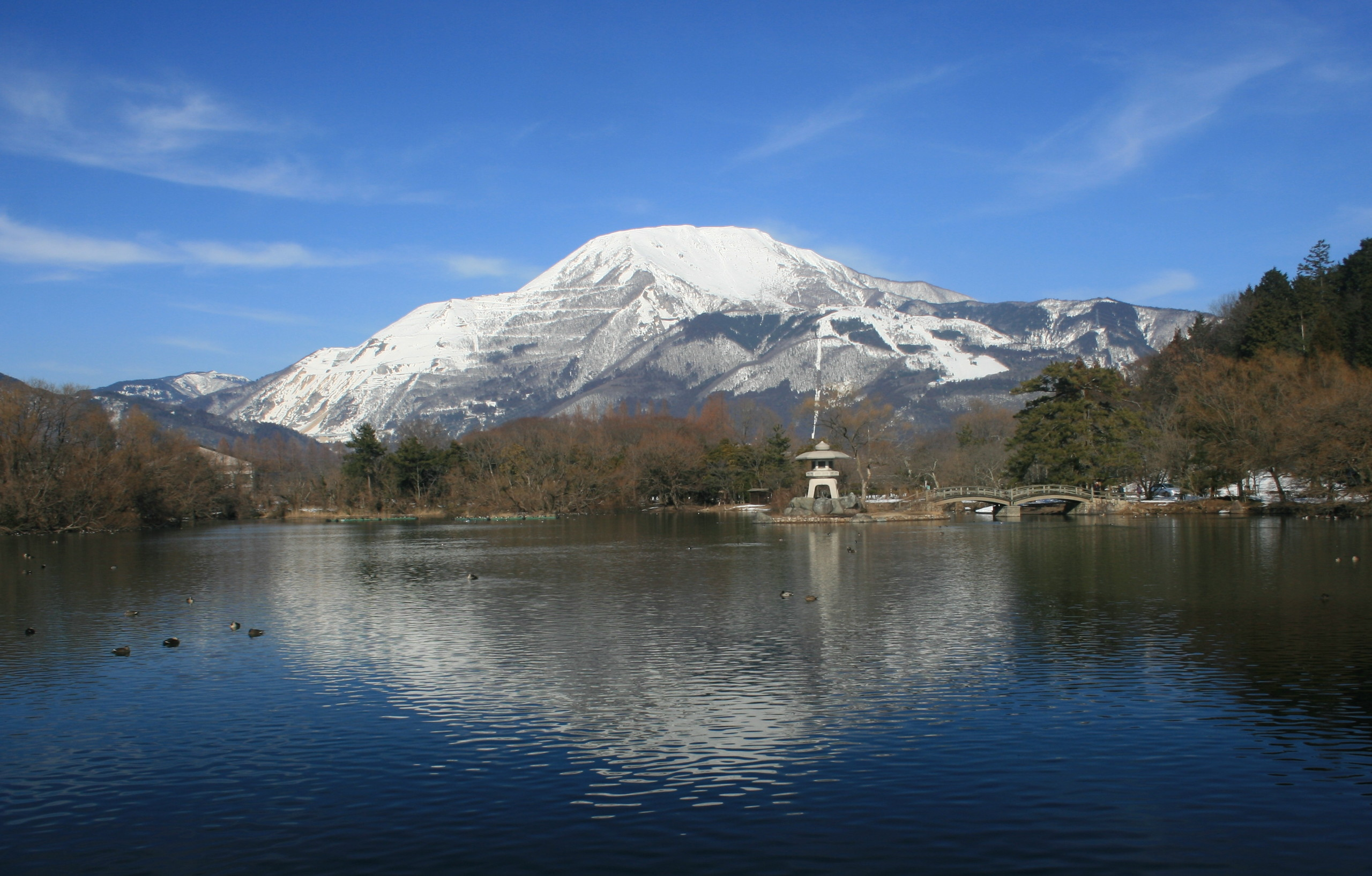
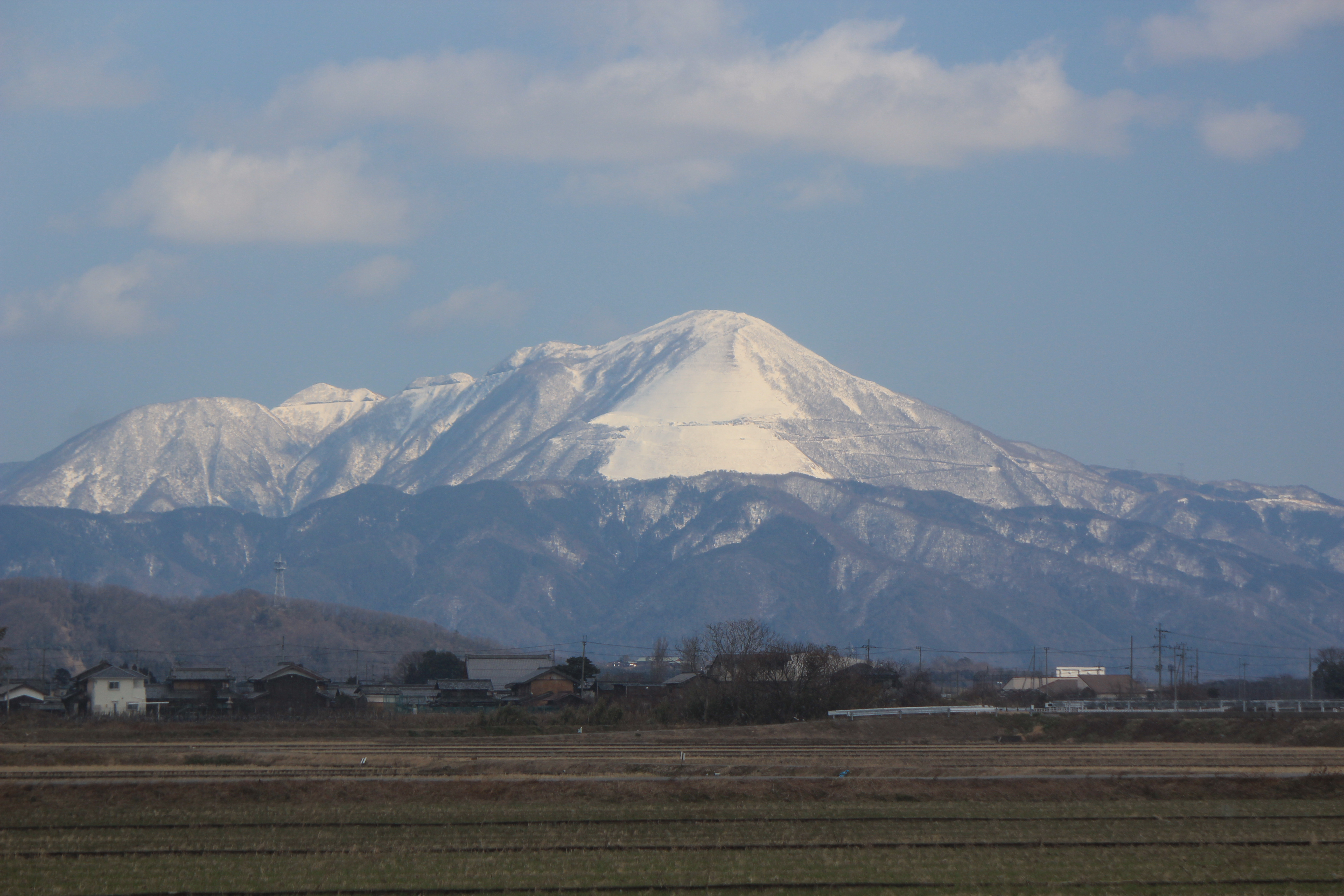
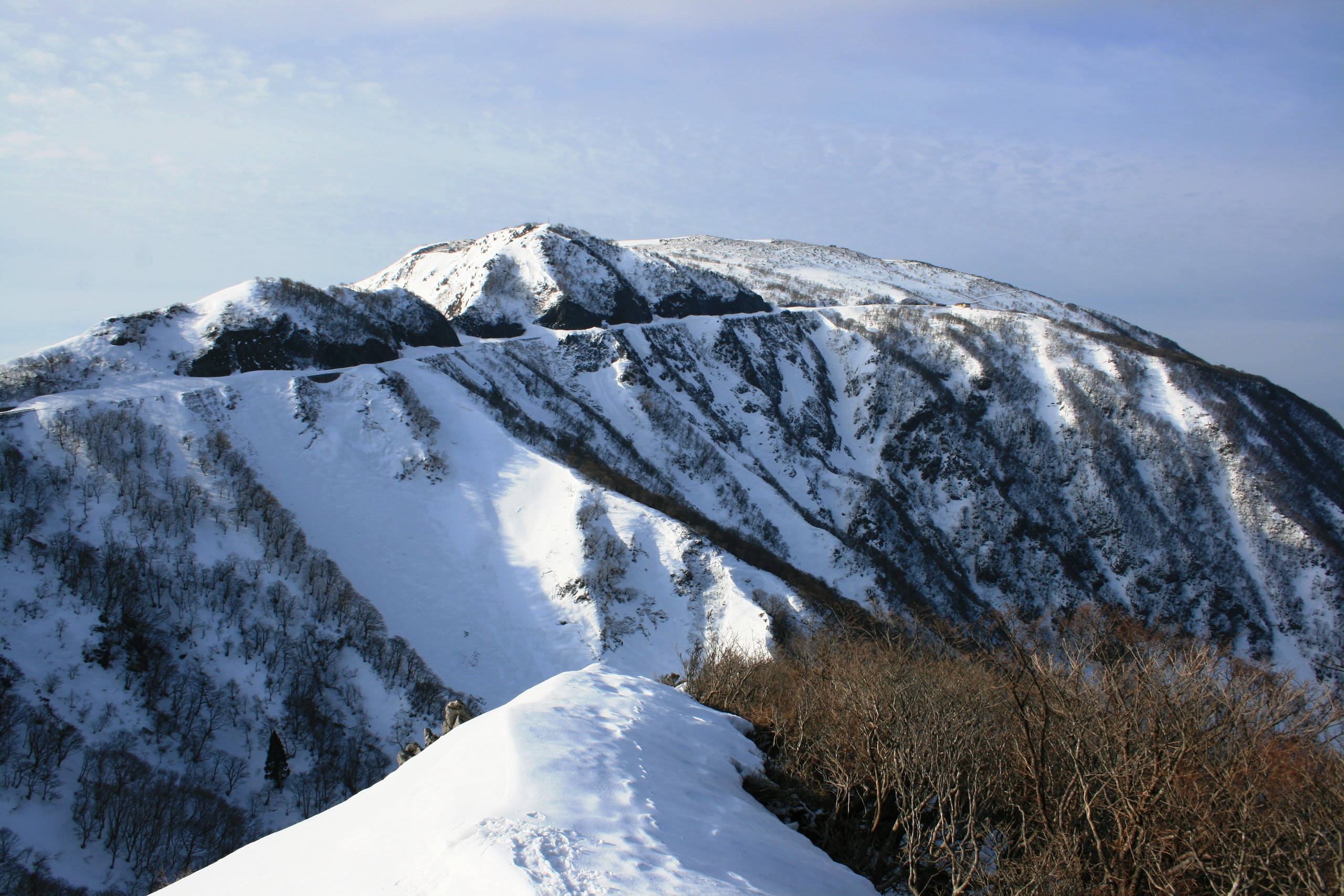

## 關連項目
- 琵琶湖國定公園
- 都道府縣最高峰